# Liste der Monuments historiques in Andernos-les-Bains
Die Liste der Monuments historiques in Andernos-les-Bains führt die Monuments historiques in der französischen Gemeinde Andernos-les-Bains auf.

## Liste der Bauwerke
| Bezeichnung                 | Beschreibung                   | Standort | Kennzeichnung | Schutzstatus | Datum | Bild           |
| --------------------------- | ------------------------------ | -------- | ------------- | ------------ | ----- | -------------- |
| Gallo-römische Ausgrabungen | Gebäude aus dem 4. Jahrhundert | (Lage)   | PA00083111    | Classé       | 1933  | weitere Bilder |

## Liste der Objekte
| Bezeichnung                   | Beschreibung           | Standort          | Kennzeichnung | Schutzstatus | Datum | Bild |
| ----------------------------- | ---------------------- | ----------------- | ------------- | ------------ | ----- | ---- |
| Gedenktafel für einen Bischof | Marmor, 5. Jahrhundert | im Rathaus (Lage) | PM33000003    | Classé       | 1905  |      |